# Вірменське національне відродження
Вірменське національне відродження (вірм. Հայոց ազգային վերածնունդ ) схоже21[джерело?] на національні відродження інших нетюркських21[джерело?] етнічних груп під час підйому націоналізму в Османській імперії після Танзімату.
Серед вірменської еліти республіканські ідеї замінили принцип абсолютної монархії Османської династії. Під час національного пробудження Вірменська Національна Асамблея перейняла деякі функції управління вірменською громадою в Османській імперії у Вірменського Патріархату. Після створення в 1863 почала підміняти вірменський міллет.

## Історія
Османська імперія керувалася відповідно до ісламських законів. Такі «невірні», як християни та євреї, повинні були сплачувати додаткові податки, щоб задовольняти вимоги свого статусу зіммі. Вірмени, які проживають у Константинополі, користувалися підтримкою султана, на відміну від тих, хто проживав на території історичної Вірменії.
В Османській імперії, соціальна структура вірменів до XVIII століття була заснована на системі мілетів.
Вірмени були однією з конфесійних громад Османської імперії. Конфесійні громади із внутрішніх питань функціонували як автономні території. Кожен мілет знаходився під наглядом етнарха («національного лідера»), найчастіше релігійного ієрарха. Вірменський міллет був під керівництвом Вірменської апостольської церкви. Вона мала багато влади — вона встановлювала свої закони та збори і збирала власні податки.

## Вірменське просвітництво
Ренесанс вірменської культури був багато пов'язані з чернечим орденом Мхітаристів .